# Wolfgang Hahn
Wolfgang Hahn, né le 30 avril 1911 à Potsdam et mort le 10 janvier 1998 à Kassel, est un mathématicien allemand qui a travaillé sur des fonctions spéciales, en particulier sur les polynômes orthogonaux.
Il a introduit les polynômes de Hahn, la différence de Hahn, la q-addition de Hahn (ou la q-addition de Jackson-Hahn-Cigler) et la fonction de q-Bessel de Hahn-Exton. Il était membre honoraire de la Société mathématique autrichienne.